# Попеляви (Лодзинське воєводство)
Попеляви (пол. Popielawy) — село в Польщі, у гміні Рокіцини Томашовського повіту Лодзинського воєводства.
Населення — 561 особа (2011).
У 1975-1998 роках село належало до Пйотрковського воєводства.

## Демографія
Демографічна структура станом на 31 березня 2011 року:
|          | Загалом | Допрацездатний вік | Працездатний вік | Постпрацездатний вік |
| -------- | ------- | ------------------ | ---------------- | -------------------- |
| Чоловіки | 256     | 40                 | 173              | 43                   |
| Жінки    | 305     | 64                 | 151              | 90                   |
| Разом    | 561     | 104                | 324              | 133                  |